# Цементник (зупинний пункт)
Цементник — пасажирський залізничний зупинний пункт Жмеринської дирекції Південно-Західної залізниці на одноколійній неелектрифікованій лінії Ярмолинці — Ларга між станціями Гуменці та Кам'янець-Подільський. Розташований в селі Слобідка-Гуменецька Кам'янець-Подільського району Хмельницької області.

## Пасажирське сполучення
На зупинному пункті Цементник зупиняються приміські поїзди сполученням Хмельницький — Гречани — Ларга.